# Bröbberow
Bröbberow là một đô thị ở huyện Bad Doberan, trong bang Mecklenburg, Đức. Đô thị này gồm các làng Bröbberow, Klein Grenz và Groß Grenz. Diện tích là 14,35 km2, dân số thời điểm ngày 1 tháng 1 năm 2008 là 504 người.